# Nagroda Gildii Aktorów Ekranowych za wybitny występ aktorki w roli pierwszoplanowej
Nagroda Gildii Aktorów Ekranowych za wybitny występ aktorki w roli pierwszoplanowej jest jedną z nagród przyznawanych aktorkom, pracującym w przemyśle filmowym, przez Gildię Aktorów Ekranowych od 1995 roku.

## Laureaci i nominowani

### 1994–1999
- 1994 Jodie Foster − Nell jako Nell
  - Jessica Lange − Błękit nieba jako Carly Marshall
  - Meg Ryan − Kiedy mężczyzna kocha kobietę jako Alice Green
  - Susan Sarandon − Klient jako Regina „Reggie” Love
  - Meryl Streep − Dzika rzeka jako Gail Hartman
- 1995 Susan Sarandon − Przed egzekucją jako Siostra Helen Prejean
  - Joan Allen − Nixon jako Pat Nixon
  - Elisabeth Shue − Zostawić Las Vegas jako Sera
  - Meryl Streep − Co się wydarzyło w Madison County jako Francesca Johnson
  - Emma Thompson − Rozważna i romantyczna jako Elinor Dashwood
- 1996 Frances McDormand − Fargo jako Marge Gunderson
  - Brenda Blethyn − Sekrety i kłamstwa jako Cynthia Rose Purley
  - Diane Keaton − Pokój Marvina jako Bessie
  - Gena Rowlands − Odmienić los jako Mildred 'Millie' Hawks
  - Kristin Scott Thomas − Angielski pacjent jako Katharine Clifton
- 1997 Helen Hunt − Lepiej być nie może jako Carol Connelly
  - Helena Bonham Carter − Miłość i śmierć w Wenecji jako Kate Croy
  - Judi Dench − Jej wysokość pani Brown jako królowa Wiktoria
  - Pam Grier − Jackie Brown jako Jackie Brown
  - Robin Wright Penn − Jak jej nie kochać jako Maureen Murphy Quinn
  - Kate Winslet − Titanic jako Rose DeWitt Bukater
- 1998 Gwyneth Paltrow − Zakochany Szekspir jako Viola De Lesseps
  - Cate Blanchett − Elizabeth jako Elżbieta I Tudor
  - Jane Horrocks − O mały głos jako LV
  - Meryl Streep − Jedyna prawdziwa rzecz jako Kate Gulden
  - Emily Watson − Hilary i Jackie jako Jackie du Pré
- 1999 Annette Bening − American Beauty jako Carolyn Burnham
  - Janet McTeer − Niesione wiatrem jako Mary Jo Walker
  - Julianne Moore − Koniec romansu jako Sarah Miles
  - Meryl Streep − Koncert na 50 serc jako Roberta Guaspari
  - Hilary Swank − Nie czas na łzy jako Brandon Teena

### 2000–2009
- 2000 Julia Roberts − Erin Brockovich jako Erin Brockovich
  - Joan Allen − Ukryta prawda jako Laine Hanson
  - Juliette Binoche − Czekolada jako Vianne
  - Ellen Burstyn − Requiem dla snu jako Sara Goldfarb
  - Laura Linney − Możesz na mnie liczyć jako Samantha Sammy Prescott
- 2001 Halle Berry − Czekając na wyrok jako Leticia Musgrove
  - Jennifer Connelly − Piękny umysł jako Alicia Nash
  - Judi Dench − Iris jako Iris Murdoch
  - Sissy Spacek − Za drzwiami sypialni jako Ruth Fowler
  - Renée Zellweger − Dziennik Bridget Jones jako Bridget Jones
- 2002 Renée Zellweger − Chicago jako Roxie Hart
  - Salma Hayek − Frida jako Frida Kahlo
  - Nicole Kidman − Godziny jako Virginia Woolf
  - Diane Lane − Niewierna jako Connie Summer
  - Julianne Moore − Daleko od nieba jako Cathy Whitaker
- 2003 Charlize Theron − Monster jako Aileen Wuornos
  - Patricia Clarkson − Dróżnik jako Olivia Harris
  - Diane Keaton − Lepiej późno niż później jako Erica Barry
  - Naomi Watts − 21 gramów jako Cristina Peck
  - Evan Rachel Wood − Trzynastka jako Tracy Freeland
- 2004 Hilary Swank − Za wszelką cenę jako Maggie Fitzgerald
  - Annette Bening − Cudowna Julia jako Julia Lambert
  - Catalina Sandino Moreno − Maria łaski pełna jako Maria Alvarez
  - Imelda Staunton − Vera Drake jako Vera Drake
  - Kate Winslet − Zakochany bez pamięci jako Clementine Kruczynski
- 2005 Reese Witherspoon − Spacer po linie jako June Carter
  - Judi Dench − Pani Henderson jako Laura Henderson
  - Felicity Huffman − Transamerica jako Bree Osbourne
  - Charlize Theron − Daleka północ jako Josey Aimes
  - Zhang Ziyi − Wyznania gejszy jako Sayuri
- 2006 Helen Mirren − Królowa jako Elżbieta II Windsor
  - Penélope Cruz − Volver jako Raimunda
  - Judi Dench − Notatki o skandalu jako Barbara Covett
  - Meryl Streep − Diabeł ubiera się u Prady jako Miranda Priestly
  - Kate Winslet − Małe dzieci jako Sarah Pierce
- 2007 Julie Christie − Daleko od niej jako Fiona Anderson
  - Cate Blanchett − Elizabeth: Złoty wiek jako Elżbieta I Tudor
  - Marion Cotillard − Niczego nie żałuję – Edith Piaf jako Édith Piaf
  - Angelina Jolie − Cena odwagi jako Mariane Pearl
  - Ellen Page − Juno jako Juno MacGuff
- 2008 Meryl Streep – Wątpliwość jako Siostra Beauvier od św. Alojzego
  - Anne Hathaway – Rachel wychodzi za mąż jako Kym
  - Angelina Jolie – Oszukana jako Christine Collins
  - Melissa Leo – Rzeka ocalenia jako Ray Eddy
  - Kate Winslet – Droga do szczęścia jako April Wheeler
- 2009 Sandra Bullock − Wielki Mike. The Blind Side jako Leigh Anne Tuohy
  - Helen Mirren − Ostatnia stacja jako Zofia Tołstoj
  - Carey Mulligan − Była sobie dziewczyna jako Jenny
  - Gabourey Sidibe − Hej, skarbie jako Clareece „Precious” Jones
  - Meryl Streep − Julie i Julia jako Julia Child

### 2010−2019
- 2010 Natalie Portman – Czarny łabędź jako Nina Sayers
  - Annette Bening – Wszystko w porządku jako Nic
  - Nicole Kidman – Między światami jako Becca Corbett
  - Jennifer Lawrence – Do szpiku kości jako Ree Dolly
  - Hilary Swank – Wyrok skazujący jako Betty Anne Waters
- 2011 Viola Davis – Służące jako Aibileen Clark
  - Glenn Close – Albert Nobbs jako Albert Nobbs
  - Meryl Streep – Żelazna Dama jako Margaret Thatcher
  - Tilda Swinton – Musimy porozmawiać o Kevinie jako Eva
  - Michelle Williams – Mój tydzień z Marilyn jako Marilyn Monroe
- 2012 Jennifer Lawrence – Poradnik pozytywnego myślenia jako Tiffany Maxwell
  - Jessica Chastain – Wróg numer jeden jako Maya
  - Marion Cotillard – Z krwi i kości jako Stéphanie
  - Helen Mirren – Hitchcock jako Alma Reville
  - Naomi Watts – Niemożliwe jako Maria Bennett
- 2013 Cate Blanchett – Blue Jasmine jako Jeanette „Jasmine” Francis
  - Meryl Streep – Sierpień w hrabstwie Osage jako Violet Weston
  - Sandra Bullock – Grawitacja jako dr Ryan Stone
  - Judi Dench – Tajemnica Filomeny jako Philomena Lee
  - Emma Thompson – Ratując pana Banksa jako Pamela Lyndon Travers
- 2014 Cate Blanchett – Still Alice jako dr Alice Howland
  - Jennifer Aniston – Cake jako Claire Bennett
  - Felicity Jones – Teoria wszystkiego jako Jane Wilde Hawking
  - Rosamund Pike – Zaginiona dziewczyna jako Amy Elliott-Dunne
  - Reese Witherspoon – Dzika droga jako Cheryl Strayed
- 2015 Brie Larson – Pokój jako Joy „Ma” Newsome
  - Cate Blanchett – Carol jako Carol Aird
  - Helen Mirren – Złota dama jako Maria Altmann
  - Saoirse Ronan – Brooklyn jako Eilis Lacey
  - Sarah Silverman – I Smile Back jako Laney Brooks
- 2016 Emma Stone – La La Land jako Mia Dolan
  - Amy Adams – Nowy początek jako doktor Louise Banks
  - Emily Blunt – Dziewczyna z pociągu jako Rachel
  - Natalie Portman – Jackie jako Jackie Kennedy
  - Meryl Streep – Boska Florence jako Florence Foster Jenkins